# Amaurobius latescens
Amaurobius latescens är en spindelart som först beskrevs av Chamberlin 1919.  Amaurobius latescens ingår i släktet Amaurobius och familjen mörkerspindlar. Inga underarter finns listade i Catalogue of Life.